# Deutsches Regierungsgebäude Duala

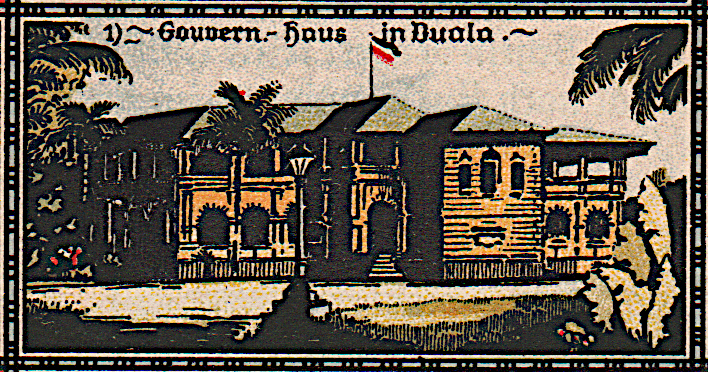
Notgeld (1922) in Neustadt-Glewe

Das deutsche Regierungsgebäude Duala ist ein 1891 von den Deutschen errichtetes Gebäude im Stil der Kolonialarchitektur in ‚Kamerun Stadt‘ (Duala).

## Geschichte
Zwischen 1891 und 1901 befand sich in dem Gebäude der erste deutsche Verwaltungssitz in Kamerun (Kolonie). Das Hauptquartier wurde dann nach Buea verlegt und 1908 nach dem Ausbruch des Kamerunbergs zurück nach Douala.
Der erste deutsche Gouverneur, Julius von Soden, von 1885 bis 1891 im Amt, teilte das Land in Verwaltungsgebiete ein. Von Soden startete Militärkampagnen hauptsächlich im Hinterland, unterwarf lokale Königreiche und führte die deutsche Flagge und das deutsche Gesetz ein. Sein Nachfolger Eugen von Zimmerer institutionalisierte mit Beschluss vom 16. Oktober 1891 die Polizei sowie die Kolonialarmee, die Schutztruppe. Letztere wurde mit deutschen Offizieren und schwarzen Sklavensoldaten gebildet, die in Togo, Benin, Nigeria, Gabun und Sierra Leone gekauft oder rekrutiert wurden. Die Schutztruppe wurde zusammengestellt, um die militärische Eroberung abzuschließen und das Kolonialreich aufrechtzuerhalten, das bis zum Ersten Weltkrieg durch lokalen Widerstand herausgefordert wurde.
Während des französischen Mandats wurde die Hauptstadt per Dekret vom 1. März 1921 nach Yaoundé verlegt und der Vertreter des Hochkommissars belegte das Gebäude. Das Gebäude beherbergt derzeit die Unterpräfektur des 1. Bezirks von Douala.
Seit 2006 erläutert eine von Doual’art hergestellte und von Sandrine Dole entworfene Informationstafel die Geschichte des Gebäudes.

## Architektur
Es handelt sich um eines der ersten aus Beton errichteten Bauwerke in Douala. Ursprünglich bestand es aus einer Beton-Holz-Konstruktion mit einem Flachdach, das mit einer 30 cm dicken Sandschicht bedeckt war. Diese Konstruktion hielt den starken Regenfällen nicht stand und wurde im Jahr 1900 durch ein Dach mit vier Schrägen ersetzt. Das zweigeschossige Gebäude mit einem Mittelrisalit hat eine durch jeweils fünf Loggien gegliederte Fassade. Die Brüstung der Loggia über dem Eingang des Hauses trägt die Inschrift SOUS-PREFECTURE DOUALA IER.